# Стемпоциці
Стемпоциці (пол. Stępocice) — село в Польщі, у гміні Дзялошиці Піньчовського повіту Свентокшиського воєводства.
Населення — 106 осіб (2011).
У 1975-1998 роках село належало до Келецького воєводства.

## Демографія
Демографічна структура на день 31 березня 2011 року:
|          | Загалом | Допрацездатний вік | Працездатний вік | Постпрацездатний вік |
| -------- | ------- | ------------------ | ---------------- | -------------------- |
| Чоловіки | 56      | 7                  | 39               | 10                   |
| Жінки    | 50      | 4                  | 28               | 18                   |
| Разом    | 106     | 11                 | 67               | 28                   |